# Cyanocorax melanocyaneus
Gaio-hondurenho ou gaio-de-capuz (Cyanocorax melanocyaneus) é uma espécie de ave da família Campephagidae.
Pode ser encontrada nos seguintes países: El Salvador, Guatemala, Honduras e Nicarágua.
Os seus habitats naturais são: regiões subtropicais ou tropicais húmidas de alta altitude e florestas secundárias altamente degradadas.

## Referências

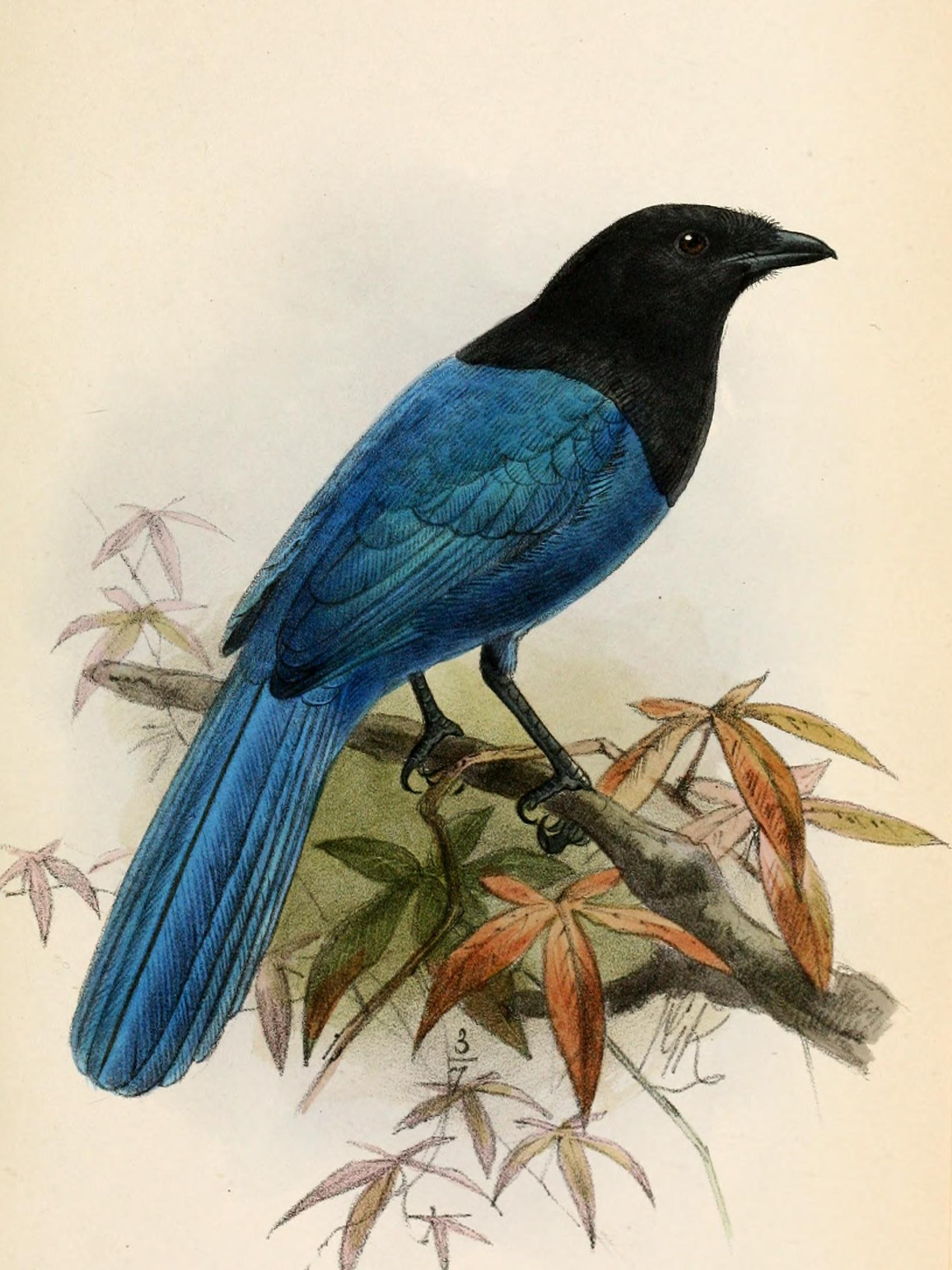
Ilustração de Keulemans, 1877.